# Walk (skladba)
„Walk“ je skladba americké skupiny Pantera, která vyšla na jejich albu Vulgar Display of Power.
„Walk“ je ve 12/8 taktu, což tvoří charakteristický rytmus podobný chůzi (anglicky walk) a také obsahuje jeden z nejznámějších riffů a sól kytaristy Dimebaga Darrella. Živá verze skladby vyšla na albu Official Live: 101 Proof a studiová také na výběrovém albu The Best of Pantera: Far Beyond the Great Southern Cowboys' Vulgar Hits!.